# Declaração de Windhoek
A Declaração de Windhoek para o Desenvolvimento de uma Imprensa Livre, Independente e Pluralista, abreviadamente Declaração de Windhoek, é uma declaração de princípios de liberdade de imprensa feita por jornalistas de jornais africanos em 1991. A Declaração foi produzida em um seminário da UNESCO, "Promovendo uma Imprensa Africana Independente e Pluralista", realizado em Windhoek, capital da Namíbia, de 29 de abril a 3 de maio de 1991.
A data da adoção da Declaração, 3 de maio, foi posteriormente declarada como o Dia Mundial da Liberdade de Imprensa. O documento tem sido visto como amplamente influente, como o primeiro de uma série de declarações desse tipo em todo o mundo, e como uma afirmação crucial do compromisso da comunidade internacional com a liberdade de imprensa. Posteriormente, vários documentos semelhantes foram elaborados em outras partes do mundo em desenvolvimento: a Declaração de Alma-Ata para a Ásia Central, a Declaração de Sanaa para o Oriente Médio e a Declaração de Santiago para a América Latina e o Caribe. No décimo aniversário da Declaração de Windhoek, no entanto, a declaração jubilar das Nações Unidas observou a fragilidade da liberdade de imprensa diante da violência política ou do autoritarismo.

## Uma Nova Estratégia de Comunicação
Desde que foi formalmente aprovada pelos Estados Membros da UNESCO durante a 28ª Sessão da Conferência Geral (novembro de 1995), a Declaração de Windhoek tornou-se uma grande referência no sistema das Nações Unidas. Faz parte da Nova Estratégia de Comunicação decidida pela Conferência Geral da UNESCO durante a sua 25ª Sessão, em novembro de 1989, em simultâneo com a queda do Muro de Berlim. Essa nova estratégia de fato se distanciou da Nova Ordem Mundial de Informação e Comunicação (NWICO), que foi objeto de controvérsias dentro da Organização na década de 1980. Essas controvérsias dividiram a UNESCO e fizeram com que os Estados Unidos e o Reino Unido se retirassem da Organização (em 1984 e 1985). A NWICO também foi alvo de oposições de várias organizações profissionais de mídia, que viam na Nova Ordem um meio que permitia aos Estados controlar os meios de comunicação com a justificativa, entre outras, de incentivar uma disseminação mais ampla e equilibrada da informação entre o Norte e o Sul. 
A Nova Estratégia de Comunicação de 1989 sublinha que esta só pode ser alcançada "sem qualquer obstáculo à liberdade de expressão", de acordo com o propósito fundamental da UNESCO de promover a "livre circulação de ideias pela palavra e pela imagem".

## Gênesis do seminário de Windhoek
O seminário de Windhoek foi um seguimento direto da Mesa Redonda Leste-Oeste que o Diretor-Geral, Federico Mayor, tinha rapidamente criado em Fevereiro de 1990, algumas semanas após a queda do Muro de Berlim, a fim de abordar um dos inúmeros desafios gerados pelo fim da Guerra Fria, que é a democratização do panorama dos meios de comunicação nos países da Europa Central e Oriental. Sessenta jornalistas independentes do Bloco Soviético, mas também jornalistas da Europa e da América do Norte participaram da Mesa Redonda. Ao contrário do seminário de Windhoek, a Mesa Redonda Leste-Oeste não havia adotado um texto final. Seu principal objetivo era oferecer uma plataforma de liberdade de expressão aos participantes cujos muitos tinham acabado de sair da clandestinidade. Vários representantes dos Estados-Membros da UNESCO também participaram na Mesa Redonda como observadores, entre eles alguns diplomatas africanos que tinham pedido ao Diretor-Geral que se realizasse uma conferência semelhante no seu continente. O seminário de Windhoek foi organizado em resposta ao seu pedido.

## O processo de Windhoek
Na 26.ª sessão da Conferência Geral (Novembro de 1991), os Estados-Membros da UNESCO manifestaram a sua profunda satisfação com os resultados do seminário de Windhoek e convidaram o Diretor-geral "a alargar a outras regiões do mundo as ações empreendidas até à data em África e na Europa para encorajar a liberdade de imprensa e promover a independência e o pluralismo da mídia; b) Celebrar o aniversário da Declaração de Windhoek, adoptada em 3 de Maio de 1991; c) Transmitir à Assembleia Geral das Nações Unidas o desejo expresso pelos Estados-Membros da UNESCO de que o dia 3 de Maio seja declarado «Dia Internacional da Liberdade de Imprensa».
A implementação da resolução 26C/4.3 deu início a um processo em que todas as iniciativas estavam relacionadas entre si. Assim, a Declaração de Windhoek teve uma função catalisadora no movimento de democratização que estava transformando o cenário midiático internacional dos anos 1990. Foi neste quadro que a UNESCO e as Nações Unidas, com o apoio de organizações profissionais de mídia, organizaram conjuntamente quatro seminários regionais semelhantes ao seminário de Windhoek: o primeiro para a mídia asiática (Alma Ata, Cazaquistão; Outubro de 1992), o segundo para países da América Latina e Caribe (Santiago, Chile; Maio de 1994), o terceiro para os países árabes (Sanaa, Iémen; Janeiro de 1996) e o último para a Europa e América do Norte (Sófia, Bulgária; Setembro de 1997). Cada seminário terminou com a adoção de uma declaração na qual os participantes destacaram "seu total apoio e total adesão aos princípios fundamentais da Declaração de Windhoek, reconhecendo sua importância crucial para a promoção de meios de comunicação livres, independentes e pluralistas, na imprensa escrita e radiodifundida, em todo o mundo". A Conferência Geral da UNESCO endossou as cinco declarações de Windhoek, Alma Ata, Santiago, Sanaa e Sofia em sua 28ª sessão para as três primeiras (1995) e sua 29ª para as duas últimas (1997). É incomum que os Estados-Membros de uma organização internacional adotem textos provenientes da sociedade civil sem fazer alterações, tanto mais que essas declarações são muito críticas à política e às práticas de certos Estados em relação aos meios de comunicação social (sem fazer referência específica a nenhum deles).
Além da adoção das cinco declarações pelos Estados-Membros da UNESCO, o "processo de Windhoek" produziu outros resultados significativos no campo da mídia:
- Em Fevereiro de 1992, o Programa Internacional para o Desenvolvimento da Comunicação (IPDC) da UNESCO alterou as suas regras de funcionamento para ter em conta as recomendações da Declaração de Windhoek. Desde então, os projetos apresentados pelo setor privado puderam se beneficiar do apoio financeiro do IPDC, nos mesmos termos que os do setor público. A independência editorial é um critério comum.[13]
- Em 1992, a UNESCO apoiou o estabelecimento de uma rede internacional de alerta com sede em Toronto, o International Freedom of Expression Exchange (IFEX)[14] bem como a criação do Media Institute of Southern Africa (MISA),[15] cuja missão é apoiar a implementação das recomendações da Declaração de Windhoek.[13]
- Em dezembro de 1993, a Assembleia Geral das Nações Unidas proclamou o Dia Mundial da Liberdade de Imprensa em 3 de maio, incorporando assim a proposta feita pelos participantes do seminário de Windhoek e assumida pela Conferência Geral da UNESCO.[1]
- Por ocasião da celebração do 3 de maio de 1996, o Diretor-Geral da UNESCO anunciou a criação do Prêmio Mundial da Liberdade de Imprensa UNESCO/Guillermo Cano, que foi uma proposta feita pelos participantes no seminário de Santiago de 1993.[13] Este prémio destina-se a distinguir uma pessoa, organização ou instituição que tenha contribuído de forma notável para a defesa e/ou promoção da liberdade de imprensa no mundo. Foi atribuído pela primeira vez em 1997 e, desde então, atribuído todos os anos pelo Diretor-Geral por ocasião do Dia Mundial da Liberdade de Imprensa. O vencedor do prêmio é escolhido por um painel independente composto por jornalistas de todas as regiões do mundo e de todos os tipos de mídia, incluindo mídia digital.[7]

## O valor simbólico da Declaração de Windhoek para os africanos
O empenho pessoal de alguns diplomatas africanos em Paris (UNESCO), Genebra (ECOSOC) e Nova York (Assembleia Geral da ONU) foi crucial para o sucesso do processo de Windhoek. Foram eles que apresentaram e defenderam nestes fóruns intergovernamentais a sugestão feita em Windhoek por jornalistas para instituir o Dia Mundial da Liberdade de Imprensa, celebrado anualmente em 3 de maio. Eles também foram aqueles que patrocinaram um projeto de resolução para a Conferência Geral da UNESCO destinado a endossar a Declaração de Windhoek. Esta iniciativa africana abriu caminho para que as outras quatro Declarações de Alma Ata, Santiago, Sanaa e Sofia sejam adotadas sem objeções. Para o embaixador do Níger Lambert Messan, presidente em 1995 do Grupo Africano da UNESCO, "a Declaração de Windhoek é a contribuição africana para o edifício dos direitos humanos".